# Liolaemus boulengeri
Liolaemus boulengeri — вид ігуаноподібних ящірок родини Liolaemidae. Ендемік Аргентини. Вид названий на честь британсько-бельгійського зоолога Джорджа Альберта Буленджера.

## Поширення і екологія
Liolaemus boulengeri мешкають в Патагонії, в провінціях Чубут, Мендоса, Неукен і Санта-Крус. Вони живуть в степах Патагонії, порослих колючими чагарниками Senecio, Berberis, Adesmia і Mulinum. Зустрічаються на висоті від 400 до 600 м над рівнем моря. Ведуть наземний спосіб життя. Живляться комахами, відкладають яйця.